# Au bei Bad Aibling
Au bei Bad Aibling ist ein Gemeindeteil von Bad Feilnbach und eine Gemarkung im  Landkreis Rosenheim.

## Geographie
Das Pfarrdorf liegt beidseits des östlich fließenden Aubachs und etwa dreieinhalb Kilometer nordwestlich von Bad Feilnbach sowie elf Kilometer östlich von Miesbach. Am Westrand des Orts geht die Bebauung über in Thalham.
Die Gemarkung liegt vollständig im Gemeindegebiet von Bad Feilnbach Auf ihr liegen die Gemeindeteile Achthal, Altenburg, Au bei Bad Aibling, Berg, Berghalde, Brettschleipfen, Brodhub, Gottschalling, Hoferalm, Humelhausen, Kogl, Paulreuth, Pfaffenberg, Thalham, Torfwerk Au-Eulenau, Trogen und Willharting.

## Geschichte
Die Auer Kirche St. Martin bestand vermutlich schon um 1150, da in damaligen Aufzeichnungen die Namen von Priestern in Au vermerkt sind. Sie gehörte zunächst als Filialkirche zur Urpfarrei Elbach und wurde erstmals 1390 erwähnt, als sie an das Kloster Scheyern gelangte. 1498 wurde sie zur Pfarrkirche mit den Filialkirchen Lippertskirchen, Feilnbach, Wiechs, Litzldorf und Kleinholzhausen erhoben.
Die 1818 durch das bayerische Gemeindeedikt gebildete Gemeinde Au bei Bad Aibling wurde im Zuge der Gemeindegebietsreform am 1. Januar 1972 vollständig nach Bad Feilnbach eingemeindet. Sie hatte 1961 eine Fläche von 1259,27 Hektar und die 17 Orte Au bei Bad Aibling, Achthal, Altenburg, Berg, Berghalde, Brettschleipfen, Brodhub, Gottschalling, Hoferalm, Humelhausen, Kogl, Paulreuth, Pfaffenberg, Thalham, Torferk Au-Eulenau, Trogen und Willharting. Damals betrug die Einwohnerzahl 1274, davon 940 im Pfarrdorf Au.

## Bauwerke
Die Denkmalliste nennt für Au 13 Baudenkmäler, darunter:
- Katholische Pfarrkirche St. Martin
- Kapelle, sogenannte Taxakapelle
- Pfarrhof
- mehrere Bauernhäuser

## Persönlichkeiten
- Josef Hackl (1859–unbekannt), Orgelbauer